# Paranaitis pusilla
Paranaitis pusilla är en ringmaskart som först beskrevs av Jean Louis René Antoine Édouard Claparède 1870.  Paranaitis pusilla ingår i släktet Paranaitis och familjen Phyllodocidae. Inga underarter finns listade i Catalogue of Life.